# Trochocyathus cepulla
Trochocyathus cepulla är en korallart som beskrevs av Stephen D. Cairns 1995. Trochocyathus cepulla ingår i släktet Trochocyathus och familjen Caryophylliidae. Inga underarter finns listade i Catalogue of Life.